# Tropico (серия игр)
Tropico — серия компьютерных игр в жанре симулятора строительства и управления, созданная компанией PopTop Software. Франшиза была представлена в 2001 году с выходом игры Tropico. За исключением Tropico 2: Pirate Cove, игрокам предлагается взять на себя роль «Эль Президенте» — правителя, управляющего банановой республикой на островах Карибского бассейна. Игрок должен развивать инфраструктуру и внутреннюю политику, устанавливать дипломатические отношения с другими странами и поддерживать удовлетворённость граждан.

## История
Tropico была разработана студией PopTop Software, до этого известной по игре Railroad Tycoon II. В процессе разработки команда расширилась с шести до десяти человек. Основной идеей разработки первой Tropico было создание градостроительной игры с элементами политики. По словам Франца Фельсля из PopTop, задача игрока заключается «в социальном инжиниринге не меньше, чем в градостроительстве и развитии промышленности». Издатель Gathering of Developers анонсировал игру в апреле 2000 года. Также была анонсирована версия игры для приставки Dreamcast, но позже отменена. Игра получила положительные оценки критиков.
Серия оставалась в состоянии простоя в течение нескольких лет, пока компания Kalypso Media не приобрела права на интеллектуальную собственность у Take-Two Interactive. В ноябре 2008 года была анонсирована Tropico 3, разработку которой возглавила болгарская студия Haemimont Games. Это стала первая игра серии, выполненная в трёхмерной графике, а также первая, выпущенная на игровых консолях. По своему замыслу Tropico 3 ближе к оригинальной игре, чем к Pirate Cove, и ознаменовала возвращение «Эль Президенте». Релиз игры состоялся в октябре 2009 года. Haemimont Games также занималась разработкой Tropico 4, которая включила в себя новые элементы геймплея, такие как сюжетная кампания и стихийные бедствия.  Несмотря на положительные отзывы, игра подвергалась критике за излишнее сходство с предыдущей игрой. Использование устаревшего кода привело к ряду технических ошибок и багов, в результате чего разработчики приняли решение не использовать код из предыдущих игр. При создании Tropico 5 все игровые материалы были разработаны с нуля. В этой части также была введена новая система прогрессии по эпохам. Игра имела коммерческий успех для Kalypso Media, достигнув продаж более ста тысяч копий в период запуска. В сентябре 2014 года Kalypso выпустила сборник Tropico Dictator Pack, включающий первые четыре части серии.
Разработкой шестой части занялась немецкая студия Limbic Entertainment. Впервые в истории серии Tropico 6 была создана на движке Unreal Engine. Вместо управления одним островом игроку предлагалось контролировать целый архипелаг. Выпуск игры состоялся в 2019 году. 
В декабре 2020 года Kalypso Media объявила о приобретении студии Realmforge Studios. Было объявлено, что Realmforge Studios станет основным разработчиком будущего контента для франшизы, начиная с дополнения Caribbean Skies для Tropico 6. В 2021 году Kalypso также основала студию Nine Worlds Studios, задачей которой стала разработка будущих игр серии Tropico.
В 2019 году Feral Interactive выпустила мобильную версию Tropico 3, переименованную просто в Tropico, для iOS и Android.